# Johann Sebastian Schramm
Johann Sebastian Schramm (* 1. August 1729 in Bamberg; † 14. Oktober 1790 ebenda) war der Sohn des Chorrektors an der Oberen Pfarre in Bamberg, Andreas Schramm. Er war Nachfolger seines Vaters als Chordirektor sowie Sammler von „vaterländischen Altertümern“ und Naturalien, daneben betrieb er Forschungen zur Geschichte der Bamberger Domherren und beschrieb Inschriften, Wappen und Baudenkmäler im Hochstift Bamberg.

## Leben
1746 schrieb er sich zum Studium an der Philosophischen Fakultät der Bamberger Universität ein. Seine wirtschaftlichen Verhältnisse wurden als „mediocris“ (bescheiden) bezeichnet. Sein älterer Bruder Jakob Andreas war Benediktiner in Kloster Banz. Ein weiterer Bruder war der Franziskaner (OFM) Gabriel Schramm im Kloster zu Dettelbach, welcher von Johann Joseph Scheubel III. porträtiert wurde.

## Schriften
Sebastian Schramm hinterließ eine Handschrift, welche heute als das erste Werk zur Denkmalpflege in Bamberg bezeichnet wird. Die Auri fodina Bambergensis enthält u. a. Nachzeichnungen von Inschriften an Bauwerken mit Beschreibungen des Erhaltungszustandes sowie Zeichnungen von Altären. Es handelt sich dabei um eines der frühesten Beispiele eines dokumentierenden Altertümerinventars. Weitere Schriften von Schramm behandeln Glocken, Grabdenkmäler und Wappen. Es handelt sich um Frühwerke der inventarisierenden Denkmalpflege, die aus eigener Initiative des Verfassers entstanden.
Aus seinem Besitz stammt auch das Tagebuch seines Vaters Andreas (* 1691 in Haßfurt; † 1748 in Bamberg), das von Johann Sebastian Schramm bis zum 23. März 1749 fortgeführt wurde (Staatsbibliothek Bamberg, HV.Msc.113).
Ein Teil seines Nachlasses befindet sich im Bayerischen Nationalmuseum in München, ein anderer in der Staatsbibliothek Bamberg, vor allem in der Sammlung des Historischen Vereins Bamberg. Seine Sammlungen hatte er dem Bischof Franz Ludwig von Erthal vermacht, sie sind jedoch in der Säkularisation weitgehend verloren gegangen.

## Einzelnachweis
1. ↑  Wilhelm Heß, Die Matrikel der Akademie und Universität Bamberg. Band 1, Bamberg 1923, Nr. 7931: der Familienname als Schram